# Литъл Джо 2

## Цели
Мисията Литъл Джо 2 (LJ-2) (на английски: Little Joe 2) е изпитателен полет на ракетата Литъл Джо I за проверка на капсулата на космическия кораб в рамките на програма „Мъркюри“. Полет на макака Сам.

## Полетът
За първи път в програма Мъркюри в полет е изстреляно опитно животно - макака Сам. Извършена е проверка на оборудването и оценка на отрицателното въздействие факторите на полета върху живо същество.
Литъл Джо 2 е изведен на суборбитална балистична траектория и достига височина 88 км. Капсулата с невредимата маймуна се приземява на 319 км югоизточно от стартовата площадка, в Атлантическия океан. Сам е един от няколкото примата, изстреляни в космоса. Той е дресиран и трениран в Школата по авиационна медицина в Сан Антонио, щата Тексас. От там произлиза и името му: (SAM – School of Aviation Medicine').
Останалата част на полета минава по план. Достигната е височина 85 км на разстояние 312 км, скорост 7187 км/час, ускорение 145 м/сек2 (G = 14,8).